# 金命洙
金命洙（韩语：／ Gim Myeong-su，1959年10月12日—）是大韩民国第16任大法院院長。2017年8月21日，文在寅政府上台后提名金命洙为大法院長候选人。同年9月21日，经过國會投票，正式任命金命洙为大法院長。2023年9月24日期滿卸任。

## 教育
- 1974年：港都中學校毕业
- 1977年：釜山高等學校毕业
- 1981年：首尔国立大学法学学士

## 履历
- 1959年10月：于釜山出生
- 1983年：通过第25届国家司法考试
- 1986年：担任首尔地方法院北分院法官
- 1990年：担任马山地方法院晋州分院法官
- 1997年：首尔高等法院法官
- 1999年：最高法院裁判硏究官
- 2002年：水原地方法院部长法官
- 2004年：首尔中央地方法院部长法官
- 2008年：知识产权高等法院部长法官
- 2009年：知识产权高等法院首席部长法官
- 2010年：首尔高等法院部长法官[3]
- 2016年：春川地方法院院长[4]
- 2017年至2023年：韩国第16任大法院院长